# ناوسیکائا
نوزیکا یا ناوسیکائا (به یونانی: Ναυσικάα) در اسطوره‌های یونان، دختر آلکینوئوس است.
زمانی که اولیس پس از غرق کشتی، نیمه جان و عریان به جزیرهٔ سخریا می رسد، تحت مراقبت نوزیکا، شاهدخت زیبارو و دخترکان خدمتکار او قرار می گیرد. شاهدخت دلباختۀ اولیس می شود و پس آوردن او به قصر و معرفی به پدر، از پدر می خواهد اجازه دهد با وی ازدواج کند. اما اولیس در حضور شاه، اعلام می کندکه متأهل است و قصد بازگشت به سرزمین خود و پیوستن به همسرش را دارد؛ بر همین اساس پیشنهاد آنان را نمی پذیرد.